# Termopauza

Vrstvy zemské atmosféry

Termopauza je atmosférická hranice systému zemské energie nad termosférou. Nižší atmosféra je definována jako citlivá na sluneční záření pro vyšší přítomnost těžkých plynů, jako je jednoatomový kyslík. Exosféra nad ní pak jako nejtenčí zbytek atmosférických částeček s velkou střední volnou dráhou, většinou vodíkem a heliem.
Přesná nadmořská výška se mění příkony energie podle polohy, denní doby, slunečního záření, ročního období, atd. Osciluje proto mezi 500–1000 km vysoko v daném místě a času. Proniká do ní také část magnetosféry. Atmosférický tlak je v těchto vrstvách tak zanedbatelný, že hlavní užívané definice hranice vesmírného prostoru jsou ve skutečnosti pod touto nadmořskou výškou. Umělé družice Země, jako ISS, raketoplán či Sojuz, operují pod touto vrstvou.